# Vetreria Corvaya e Bazzi
La Vetreria Corvaya e Bazzi è stata una vetreria artistica di Milano, fondata nel 1906 da Salvatore Corvaya e Carlo Bazzi.

## Opere
Alla ditta si devono alcune vetrate nella chiesa di San Giuseppe al Policlinico e il grande velario del mercato dei cereali all'interno del Palazzo Mezzanotte. Loro sono anche le vetrate della cripta ove giacciono le spoglie di San Colombano a Bobbio.